# СУ-72
СУ-72 — самоходная установка, разработанная в 1941 году.

## История
В 1941 году началась Великая Отечественная война, Германия завоевала абсолютное превосходство в воздухе и Люфтваффе, не встречая сильного сопротивления, уничтожали целые полки советских солдат и танков, Советское военное руководство поручило ГАЗу разработать ЗСУ, которая смогла бы противостоять немецким самолётам.

## Разработка
Помня успешный опыт создания танков на базе шасси Т-70 (см. СУ-71 и СУ-76), Руководство ГАЗа решило поставить на шасси Т-70 37-мм автоматическую зенитную пушку образца 1939 года 61-К. После этого была взята рубка СУ-71 и переделана под зенитное орудие. После изготовления экспериментального образца, были проведены испытания, на которых выяснилось то, что шасси Т-70 не выдерживало веса зенитного орудия и боеприпасов. После испытаний шасси начали переделывать, но производство затянулось, из-за чего работы по данной ЗСУ было решено прекратить.